# Sivasangari Subramaniam
Pour les articles homonymes, voir Subramaniam.
Sivasangari Subramaniam, née le 24 janvier 1999 à Sungai Petani dans le Kedah en Malaisie, est une joueuse professionnelle de squash représentant la Malaisie. Elle atteint en juillet 2024 la 7e place mondiale sur le circuit international, son meilleur classement. Elle est championne de Malaisie en 2018 et 2022.

## Biographie
Après un brillant parcours en junior (vainqueur de toutes les catégories d'âge en championnat d'Asie, le British Open en moins de 15 ans), elle fait sensation en octobre 2017 à l'âge de 18 ans en battant au 1er tour de l'Open de squash de Nantes la récente championne du monde junior Rowan Elaraby après être sortie des qualifications, puis mène deux jeux à zéro et passe à deux points de la victoire face à la tête de série no 1 Millie Tomlinson. Elle confirme le mois suivant en remportant l'Open de Malaisie, tournoi au passé prestigieux mais qui renaît après une absence de plusieurs années et avec un plateau modeste. Elle enchaîne avec une finale à l'Australian Open et une finale au Chief of the Air Staff International Women Squash pour sa 4e finale consécutive en tournoi PSA.
En janvier 2018 pour son dernier match en junior, elle remporte le British Junior Open face à Satomi Watanabe, autre révélation de la saison 2017. Elle devient également la plus jeune championne de Malaisie senior en battant la revenante Low Wee Wern en finale. Aux Jeux asiatiques, elle se hisse en finale face à Nicol David après avoir écarté la 11e mondiale Annie Au puis l'Indienne Joshna Chinappa, no 16 mondiale en demi-finale. Nicol David l'emporte après un match acharné en cinq jeux où elle se retrouve menée deux jeux à un. Début 2019, elle rejoint l'université Cornell.
Lors de l'US Open 2019, elle marque à nouveau les esprits en s'imposant face à Coline Aumard puis face à la 13e mondiale, l'Anglaise Alison Waters et atteignant ainsi pour la première fois les 16e de finale d'un tournoi platinum. Au premier tour du championnat du monde 2019-2020, elle bat la star américaine Amanda Sobhy, 8e joueuse mondiale,.
En mai 2022, elle atteint pour la première fois le top 20.
Le 26 juin 2022, elle est impliquée dans un accident de voiture le long de la Maju Expressway. Elle est gravement blessée à la tête et transportée d'urgence à l'hôpital de Putrajaya pour y être soignée. En raison de cette blessure, elle doit renoncer à participer aux Jeux du Commonwealth de 2022,.
En avril 2024, elle remporte le tournoi Gold London Squash Classic, tournoi très relevé avec les quatre meilleures joueuses du monde où elle bat la championne du monde Nour El Sherbini puis Nele Gilis 4e joueuse mondiale et enfin Hania El Hammamy 2e joueuse mondiale.

## Palmarès

### Titres
- Cincinnati Gaynor Cup 2025
- London Squash Classic : 2024
- The Hong Kong Football Club Open 2023
- Australian Open : 2019
- Open de Malaisie : 2017
- Championnats de Malaisie : 2 titres (2018, 2022)
- Championnats d'Asie par équipes : 2016

### Finales
- Grasshopper Cup : 2025
- Open de Malaisie : 2024
- Carol Weymuller Open : 2022
- Championnats de Malaisie : 2020[17]
- Australian Open : 2017
- Championnats d'Asie : 2023